# Korhogo
Korhogo is een stad in Ivoorkust en is de hoofdplaats van het district Savanes en van de regio Poro. Korhogo telt 258.000 inwoners (2014) en is daarmee qua inwoneraantal de vierde stad van Ivoorkust. De gemeente heeft een oppervlakte van ongeveer 6000 ha en omvat naast het stedelijk centrum ook 24 dorpen.

## Geschiedenis
Korhogo werd gesticht door de Senufo en is de belangrijkste stad van dit volk. Korhogo werd een belangrijke marktplaats. In 1898 kwam de stad onder controle van de Fransen. De economie van de stad groeide, onder meer door de teelt van katoen en door de mijnbouw. Vanaf 1983 had de stad te lijden van aanhoudende droogte en voldoende watertoevoer is een constant probleem.
Korhogo werd in september 2002 ingenomen door troepen van het rebellenleger Mouvement Patriotique de Côte d'Ivoire (MPCI). De volgende jaren bleef het onrustig in de stad.

## Geografie en klimaat
De omgeving van de stad is redelijk vlak en wordt gedomineerd door de Mont Korhogo, een inselberg. Korhoge heeft een erg warm en droog klimaat (tropisch savanneklimaat of Aw volgens de Classificatie van Köppen). Het droge seizoen valt in de maanden oktober tot mei. In december en januari is het iets koeler door de woestijnwind harmattan. In juni en in september valt de meeste neerslag.

## Religie
De stad telt verschillende moskeeën.
Korhogo is sinds 1971 de zetel van een rooms-katholiek bisdom en sinds 1994 van een aartsbisdom. De Johannes-de-Doperkathedraal is een modern kerkgebouw.

## Foto's

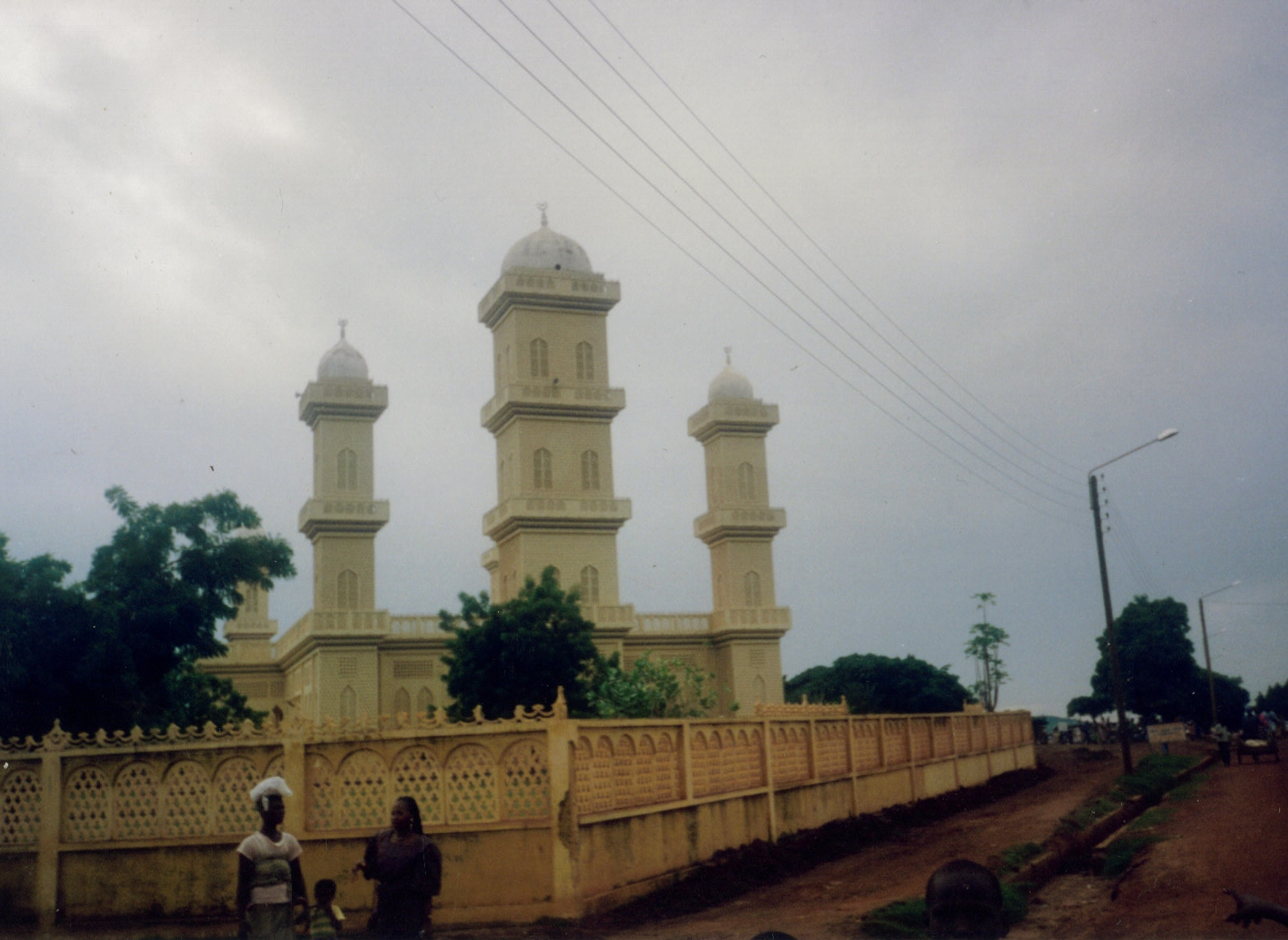
Grote moskee
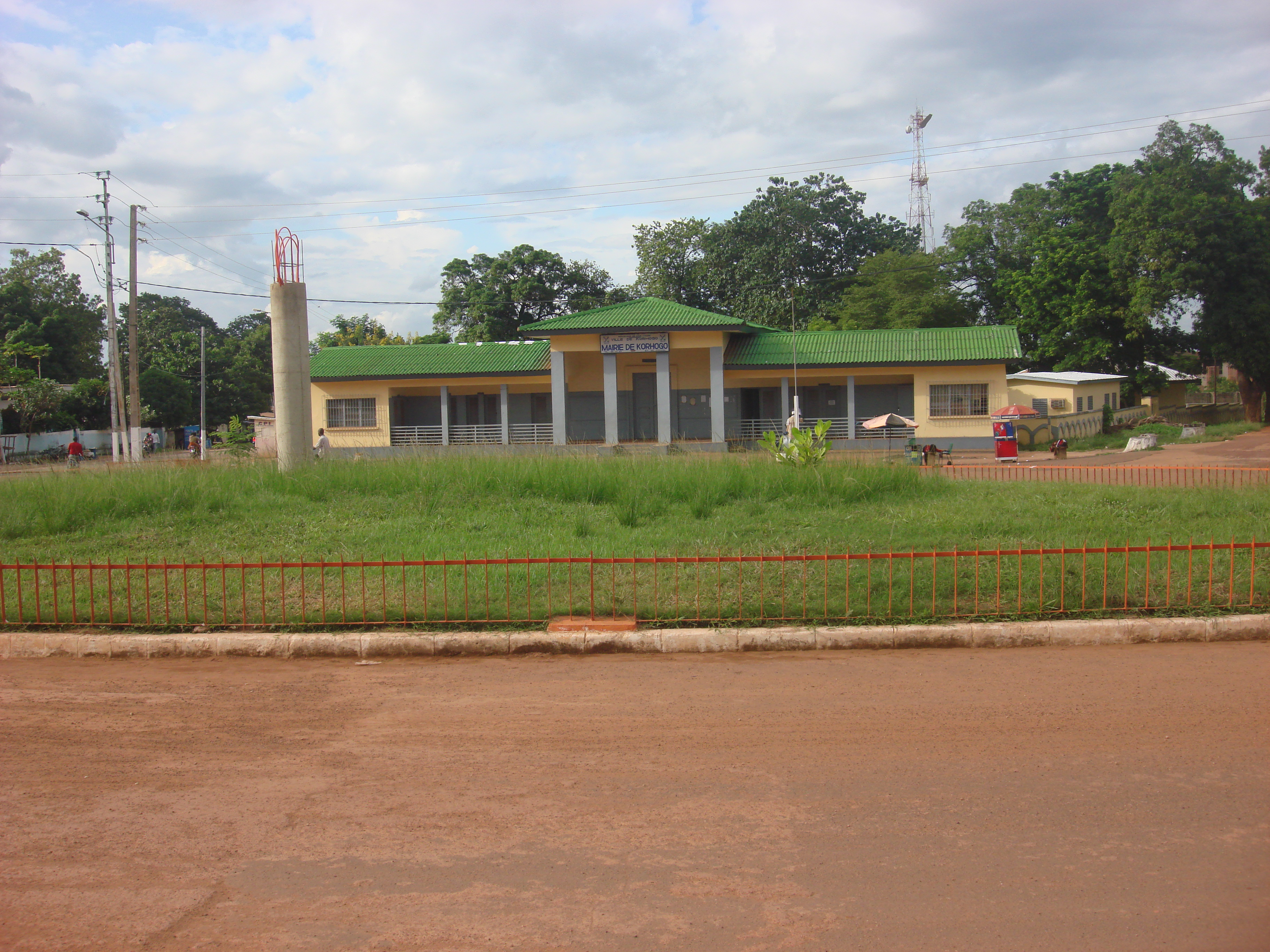
Stadhuis
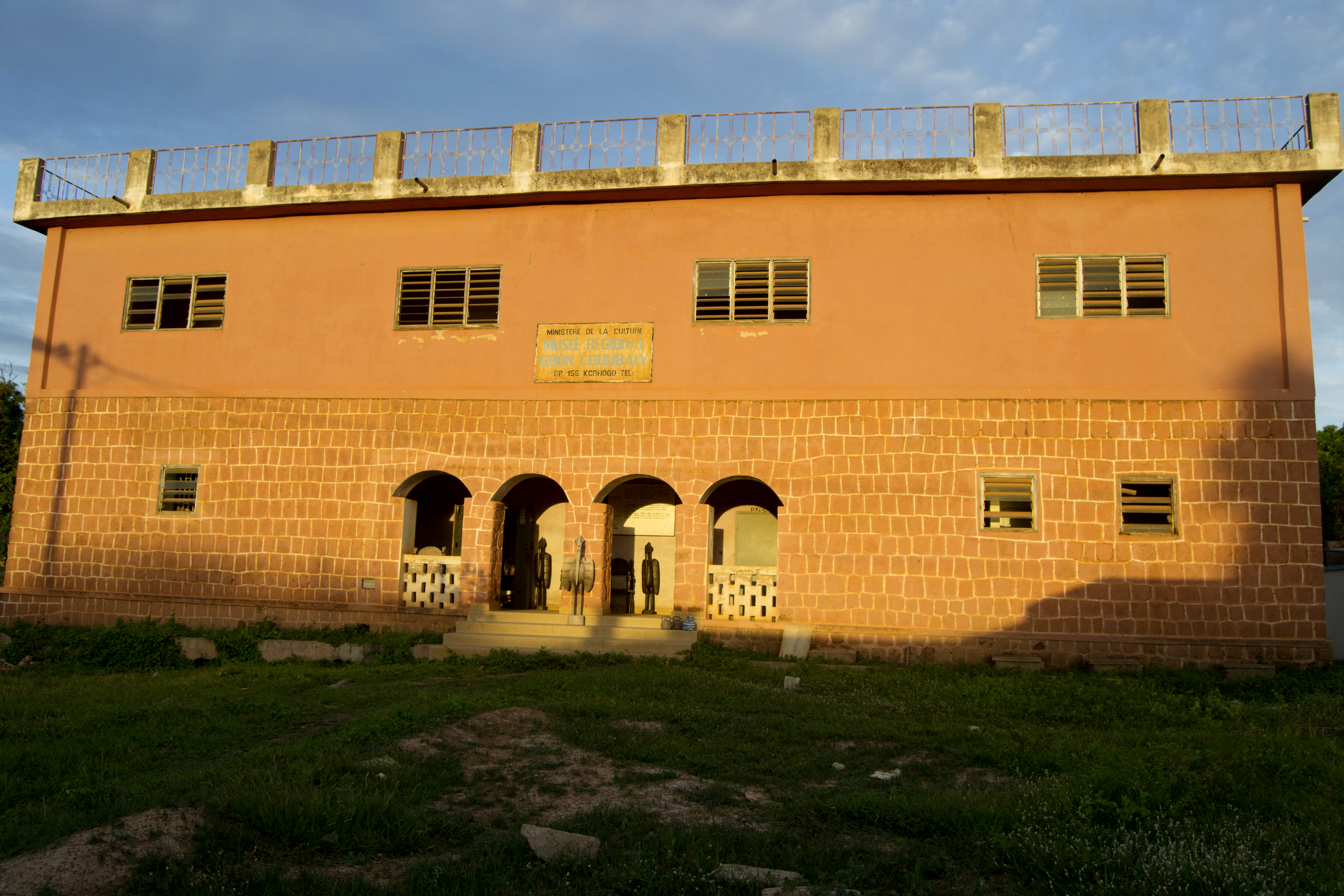
Regionaal museum
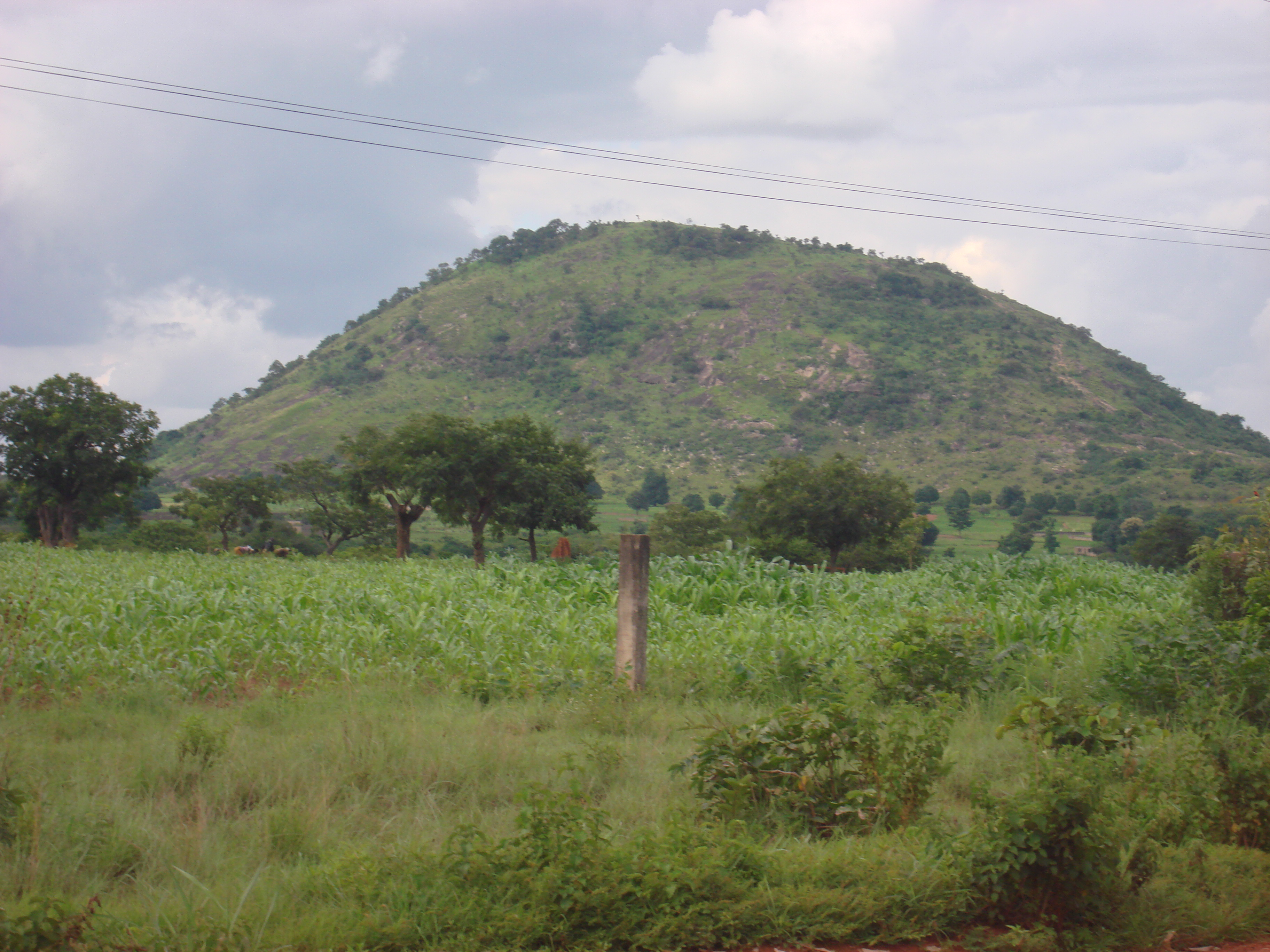
Mont Korhogo
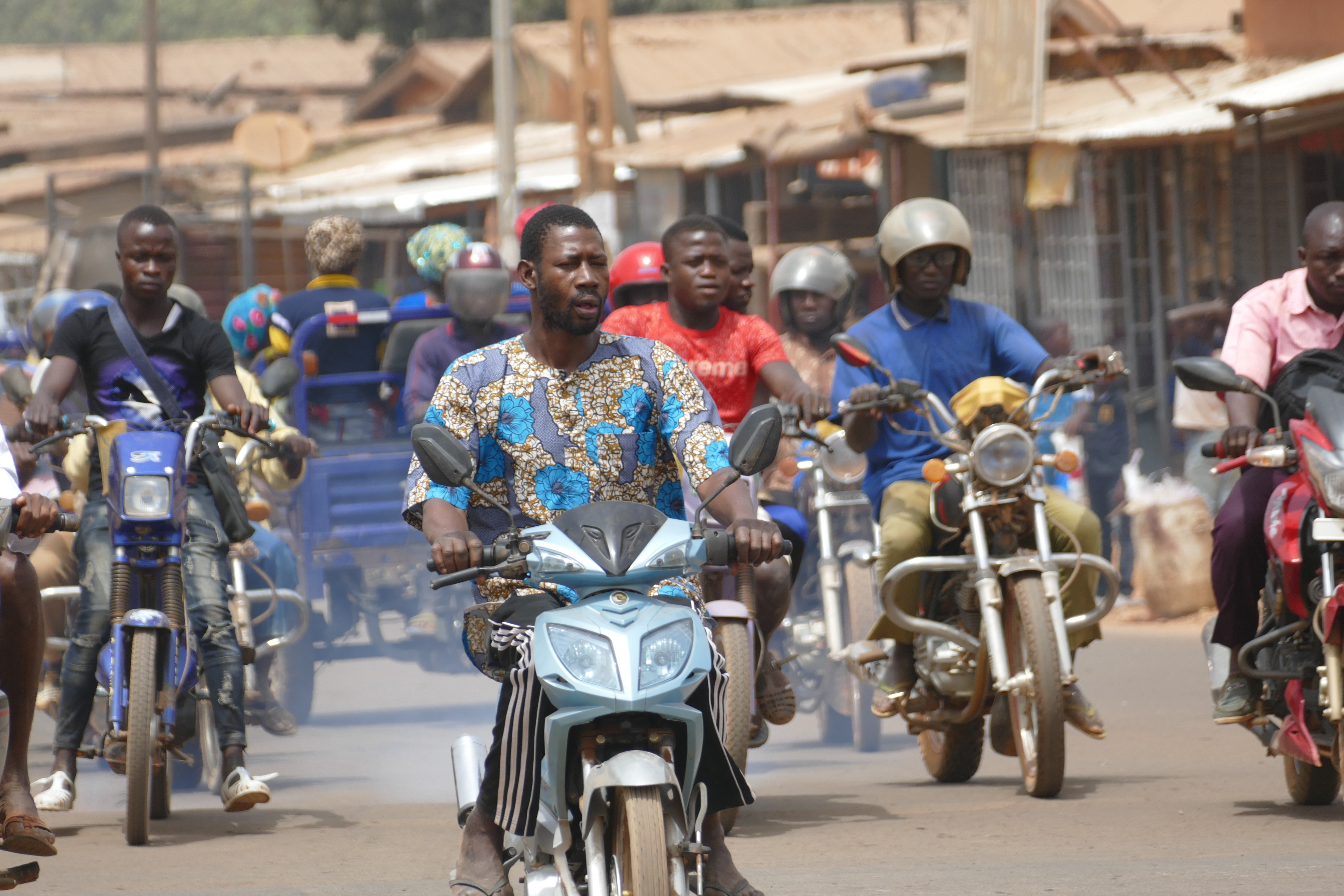
Straatbeeld